# Muhamed Halili
Muhamed Nevzat Halili (mac. Мухамед Невзат Халили; ur. 21 lutego 1951 w Dżepczisztem) – północnomacedoński oraz jugosłowiański nauczyciel pochodzenia albańskiego, działacz polityczny. Minister bez teki w latach 1993–1996, ambasador Republiki Macedonii w Danii. Kandydat na urząd prezydenta Macedonii w wyborach z 1999 roku.

## Życiorys
W latach 1972–1990 pracował w liceum im. Cyryla Pejczinowicza w Tetowie jako nauczyciel języków francuskiego i łacińskiego.
Należał do grona założycieli Partii na rzecz Demokratycznego Dobrobytu, z jej ramienia uzyskał mandat do macedońskiego parlamentu w wyborach z 1990 roku. Od 20 grudnia 1994 do 23 lutego 1996 pełnił funkcję ministra bez teki w drugim rządzie Branko Crwenkowskiego, następnie został mianowany ambasadorem Republiki Macedonii w Danii.
W 1999 roku kandydował na urząd prezydenta Macedonii.